# Hans Zellweger
Hans Ulrich Zellweger, född 19 juni 1909 i Lugano, död 24 februari 1990, schweizisk-amerikansk barnläkare.
Han studerade i Zürich, Hamburg, Berlin och Rom och tog sin examen 1934. Under åren 1937-39 arbetade han med Albert Schweitzer i Gabon. 1939 återvände han till Zürich och arbetade där på barnsjukhuset under Guido Fanconi. 1951 utsågs Zellweger till professor i pediatrik vid amerikanska universitetet i Beirut. Åtta år senare emigrerade han till USA, där erhållit en liknande plats vid University of Iowa.
Han har givit namn åt Fanconi-Albertini-Zellwegers syndrom (tillsammans med Guido Fanconi och Ambrosius von Albertini) och Zellwegers syndrom